# Cleora inopinata
Cleora inopinata är en fjärilsart som beskrevs av Sato 1989. Cleora inopinata ingår i släktet Cleora och familjen mätare. Inga underarter finns listade i Catalogue of Life.